# Kiimajärvi (Junosuando socken, Norrbotten, 752312-178831)
Kiimajärvi är en sjö i Pajala kommun i Norrbotten och ingår i Torneälvens huvudavrinningsområde.